# Tin Ujević

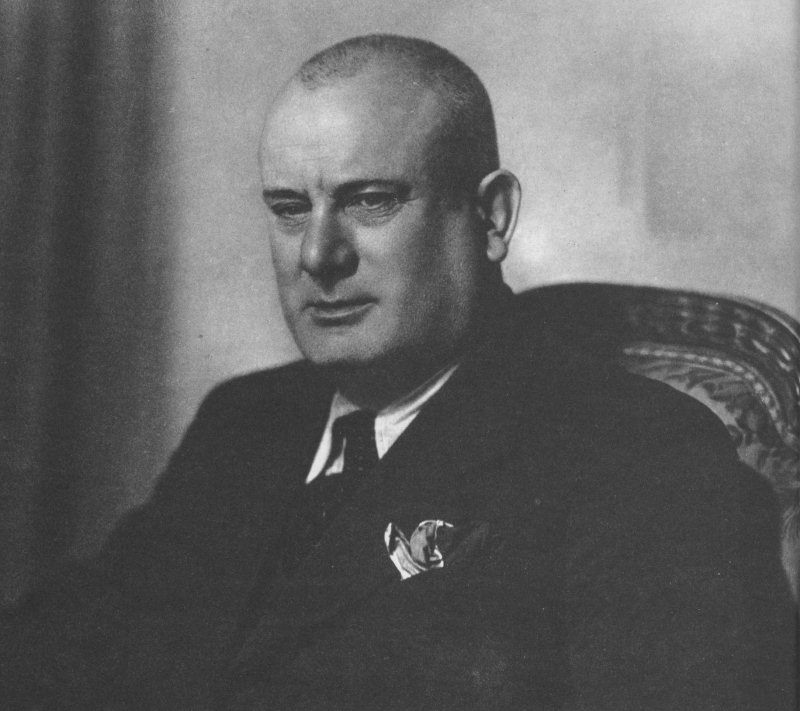
Tin Ujević (um 1940)

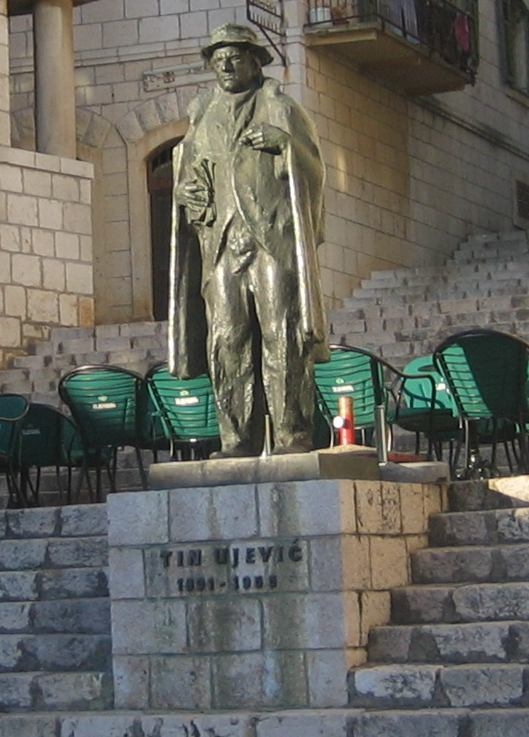
Tin-Ujević-Denkmal in Imotski

Tin Ujević (* 5. Juli 1891 in Vrgorac als Augustin Josip Ujević ; † 12. November 1955 in Zagreb) war ein jugoslawischer Schriftsteller und Dichter kroatischer Abstammung.

## Leben
Augustin Tin Ujević wurde in einer kleinen Stadt im dalmatinischen Hinterland geboren. Er besuchte das klassische Gymnasium in Split. Danach verbrachte er einige Jahre in Zagreb und wurde von dem damaligen bohemischen Milieu beeinflusst.  Er versuchte sich nach dem Ersten Weltkrieg im damaligen SHS-Staat, später Jugoslawien, politisch zu beteiligen und vertrat in flammenden Reden in Belgrad einen brüderlichen Zusammenschluss zwischen Kroaten und Serben. Später kehrte er zum Schreiben zurück. Nach dem Zweiten Weltkrieg wurde er für einige Jahre aus dem neu gebildeten Jugoslawischen Schriftstellerverband ausgeschlossen.
Nach seinem Tod wurde er auf dem Mirogoj-Friedhof in Zagreb beigesetzt.

## Werke (Auswahl)
Seine Hauptwerke sind:

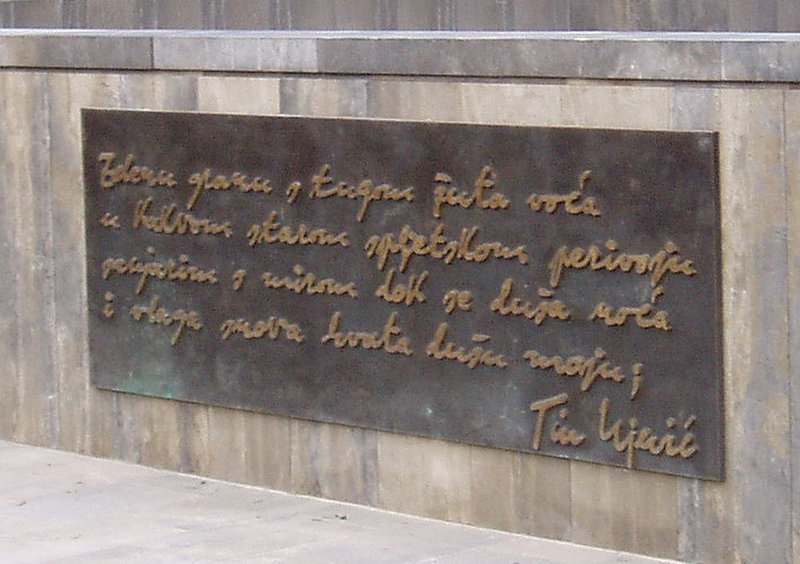
Das Gedicht Zelenu granu s tugom žuta voća als Manuskript (Denkmal in Split).

- Lelek sebra (Schrei eines Sklaven), 1920
- Kolajna (Kette), 1926
- Skalpel kaosa (Das Skalpell des Chaoses), 1938
- Žedan kamen na studencu (Durstiger Stein an der Quelle), 1954
- Auto na korzu (Auto an der Straße)

## Belege
1. ↑  Wladimir Fischer: Die vergessene Nationalisierung. Eine synchrone und diachrone Analyse von Ritual, Mythos und Hegemoniekämpfen im jugoslawischen literaturpolitischen Diskurs von 1945 bis 1952. Diplomarbeit, Universität Wien, 1997.

| Personendaten    | Personendaten                          |
| ---------------- | -------------------------------------- |
| NAME             | Ujević, Tin                            |
| ALTERNATIVNAMEN  | Ujević, Augustin Josip                 |
| KURZBESCHREIBUNG | kroatischer Schriftsteller und Dichter |
| GEBURTSDATUM     | 5. Juli 1891                           |
| GEBURTSORT       | Vrgorac                                |
| STERBEDATUM      | 12. November 1955                      |
| STERBEORT        | Zagreb                                 |